# Split horizon route advertisement
Split horizon route advertisement (vägannonsering genom uppdelad horisont) är i datornätverk ett sätt att förhindra loopproblem vid routing med distansvektorbaserade routingprotokoll. Metoden innebär att en router aldrig annonserar ut en väg tillbaka via gränssnittet från vilket den fick veta vägen.
Konceptet föreslogs 1974 av Torsten Cegrell, och implementerades ursprungligen i det Arpanet-inspirerade svenska nätverket TIDAS.
Metoden används av de flesta distansvektorbaserade protokoll, exempelvis RIP, IGRP och EIGRP.

## Exempel
Betrakta fallet i figuren där nätverksnod A routar datapaket via nod B för att de ska nå destinationen C. Noderna är förbundna med punkt-till-punkt-förbindelser.
Routingalgoritmen i nod B har annonserat ut till A att den känner till en väg till C inom avståndet 1 hopp. Enligt split-horizon-principen annonserar nod A dock inte ut vägen A→B→C tillbaka till B. Vid en första anblick kan detta tyckas vara utan betydelse eftersom B inte skulle välja vägen via nod A eftersom avståndet B→A→B→C är längre och vägen kostar mer än vägen direkt B→C. Om länken mellan B och C går ner och B hade fått veta en väg till C via A, skulle emellertid B försöka vidarebefordra paketen via A. A skulle genast returnera paketen till B, och B och A skulle återupprepa proceduren många gånger tills länken åter fungerar. Med split-horizon-regeln på plats kan detta specifika loop-scenario inte inträffa. Ett nät med felande länkar får högre genomströmning med denna regel än utan. Regeln förbättrar dessutom routingalgoritmens konvergenstid i komplexa topologier med många redundanta förbindelser. Namnet åsyftar att en nätverksnod har olika horisont (ser olika vägar) beroende på till vem den utannonserar vägarna.